# Santa Fe Trail
Santa Fe Trail (bra: A Estrada de Santa Fé; prt: A Caminho da Santa Fé) é um filme estadunidense de 1940, dos gêneros faroeste, romance e drama histórico-biográfico, dirigido por Michael Curtiz, estrelado por Errol Flynn e Olivia de Havilland, e coestrelado por Raymond Massey, Ronald Reagan e Alan Hale.
A trama retrata a história do abolicionista Jeb Stuart e sua polêmica campanha contra a escravidão antes da Guerra de Secessão. Em uma subtrama, Jeb Stuart e George Armstrong Custer – que são retratados como amigos da mesma turma de graduação de West Point – competem pela mão de Kit Carson Holliday.
Este foi o sétimo dos oito filmes que de Havilland e Flynn coestrelaram juntos. A produção foi uma das maiores bilheterias do ano. Seu conteúdo possui pouca relevância com a atual Trilha de Santa Fé.

## Sinopse
Em 1854, poucos anos antes da eclosão da Guerra de Secessão, Jeb Stuart (Errol Flynn), o comandante confederado, tenta equilibrar seu relacionamento com Kit Carson Holliday (Olivia de Havilland) e os deveres militares, além de ver sua amizade com George Armstrong Custer (Ronald Reagan) perder a força conforme a guerra se aproxima.

## Elenco
- Errol Flynn como James Ewell Brown "Jeb" Stuart
- Olivia de Havilland como Kit Carson Holliday
- Raymond Massey como John Brown
- Ronald Reagan como George Armstrong Custer
- Alan Hale como Tex Bell
- William Lundigan como Bob Holliday
- Van Heflin como Carl Rader
- Gene Reynolds como Jason Brown
- Henry O'Neill como Cyrus K. Holliday
- Guinn "Big Boy" Williams como Windy Brody
- Alan Baxter como Oliver Brown
- Moroni Olsen como Robert E. Lee
- Ward Bond como Townley
- Erville Alderson como Jefferson Davis
- David Bruce como Philip "Phil" Sheridan
- Spencer Charters como Condutor
- Creighton Hale como Operador de Telégrafo (não-creditado)
- Jack Mower como Agrimensor (não-creditado)

## Produção

### Escolha de elenco
O filme foi baseado em um roteiro de Robert Buckner. Durante a pré-produção, Randolph Scott foi cogitado para o papel principal. No entanto, em abril de 1940, o filme tornou-se um veículo para Errol Flynn e Olivia de Havilland.
Raymond Massey assinou o contrato para interpretar John Brown em junho de 1940.
John Wayne também havia sido cogitado como uma possibilidade para coestrelar ao lado de Flynn. Dennis Morgan foi o ator originalmente escalado para o papel de George Custer. Morgan foi emprestado a RKO Radio Pictures para coestrelar o filme "Kitty Foyle", então foi substituído por Ronald Reagan antes do início das filmagens. Van Heflin foi contratado para interpretar o vilão após seu sucesso em "The Philadelphia Story", peça teatral da Broadway; a produção foi seu primeiro filme desde 1937.

### Filmagens
Em junho de 1940, a Warner Bros. anunciou o filme como parte de sua lista. Foi um dos cinco filmes que o estúdio anunciou para Flynn, sendo os outros "The Constant Nymph", "Captain Horatio Hornblower", "Shanghai" e "Jupiter Laughs".
As filmagens começaram em julho de 1940, atrasadas por uma recorrência da malária de Flynn.
Cenas ao ar livre foram filmadas no Rancho Lasky, na área de Lasky Mesa em Simi Hills, no oeste do Vale de São Fernando, na Califórnia. As cenas que possuíram ferrovias foram filmadas em Sierra Railroad, no Condado de Tuolumne, também na Califórnia.

## Lançamento

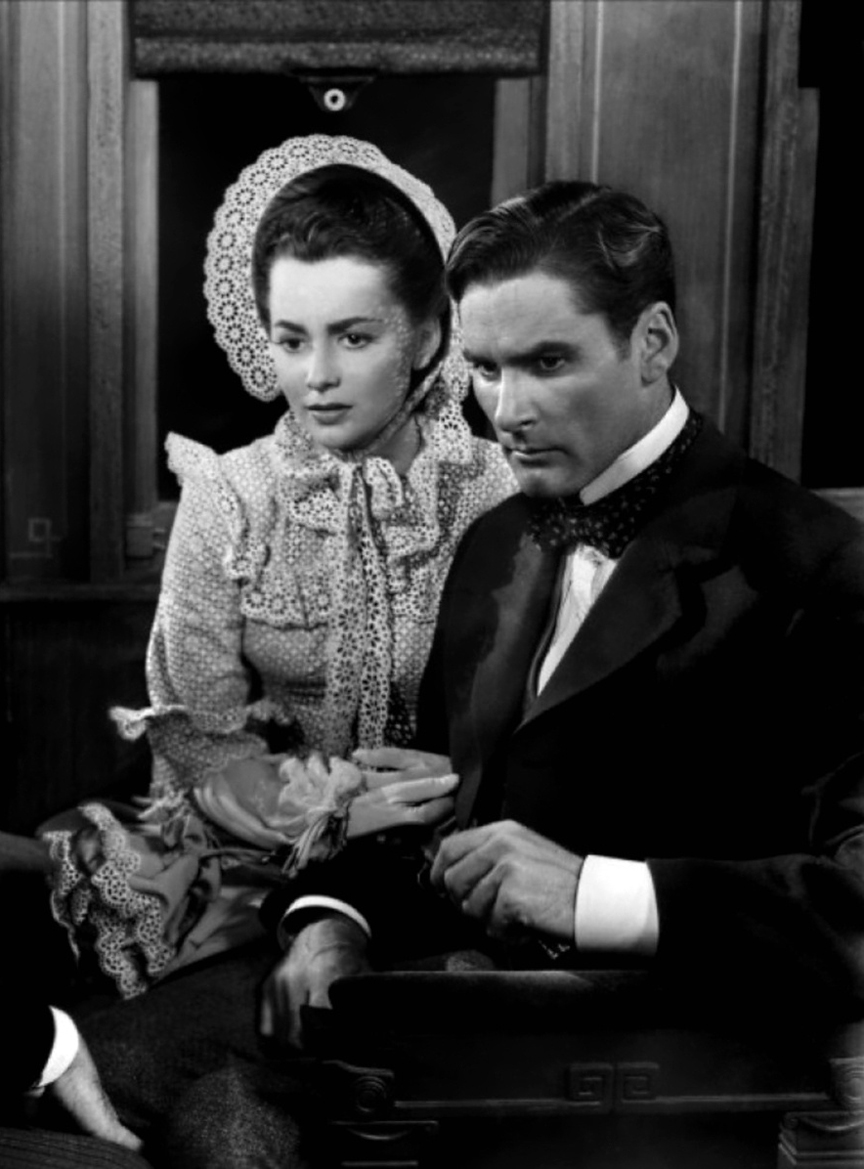
Olivia de Havilland e Errol Flynn em cena do filme.

### Pré-estreia
O filme estreou em Santa Fé durante um festival de três dias, com a participação de um grande número de celebridades, incluindo Flynn, de Havilland, Rudy Vallée e Wayne Morris. Rita Hayworth realizou uma "dança de boas-vindas". Havia 250 convidados e dois trens especiais, um de Hollywood e outro do leste, com um custo total de US$ 50.000. — compartilhados entre a Warner e a Santa Fe Railroad. Olivia teve apendicite durante a viagem e teve que voltar para casa.

### Vitasound
Em seu lançamento inicial, a Warner Bros. estreou o filme em grandes cidades com um sistema de som experimental chamado Vitasound, não estereofônico, possuindo como objetivo criar uma maior gama de sons dinâmicos em momentos de ação no campo de batalha e música dramática.

### Bilheteria
De acordo com os registros da Warner Bros., o filme arrecadou US$ 1.748.000 nacionalmente e US$ 785.000 no exterior, totalizando US$ 2.533.000 mundialmente. O retorno lucrativo da produção foi de US$ 1.418.000.
O filme foi lançado na França em 1947 e registrou 2.147.663 admissões.

## Imprecisões históricas e críticas modernas

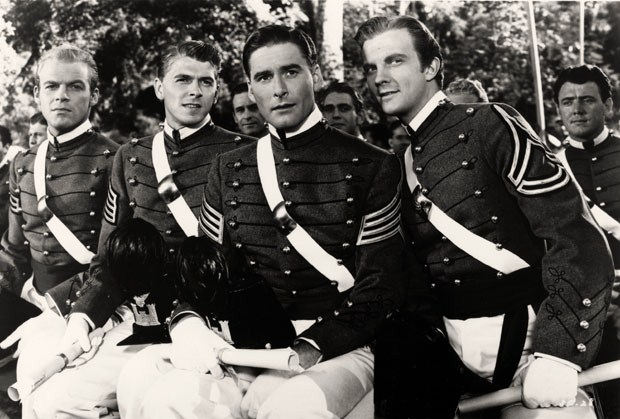
David Bruce, Ronald Reagan, Errol Flynn e William Lundigan em cena do filme.

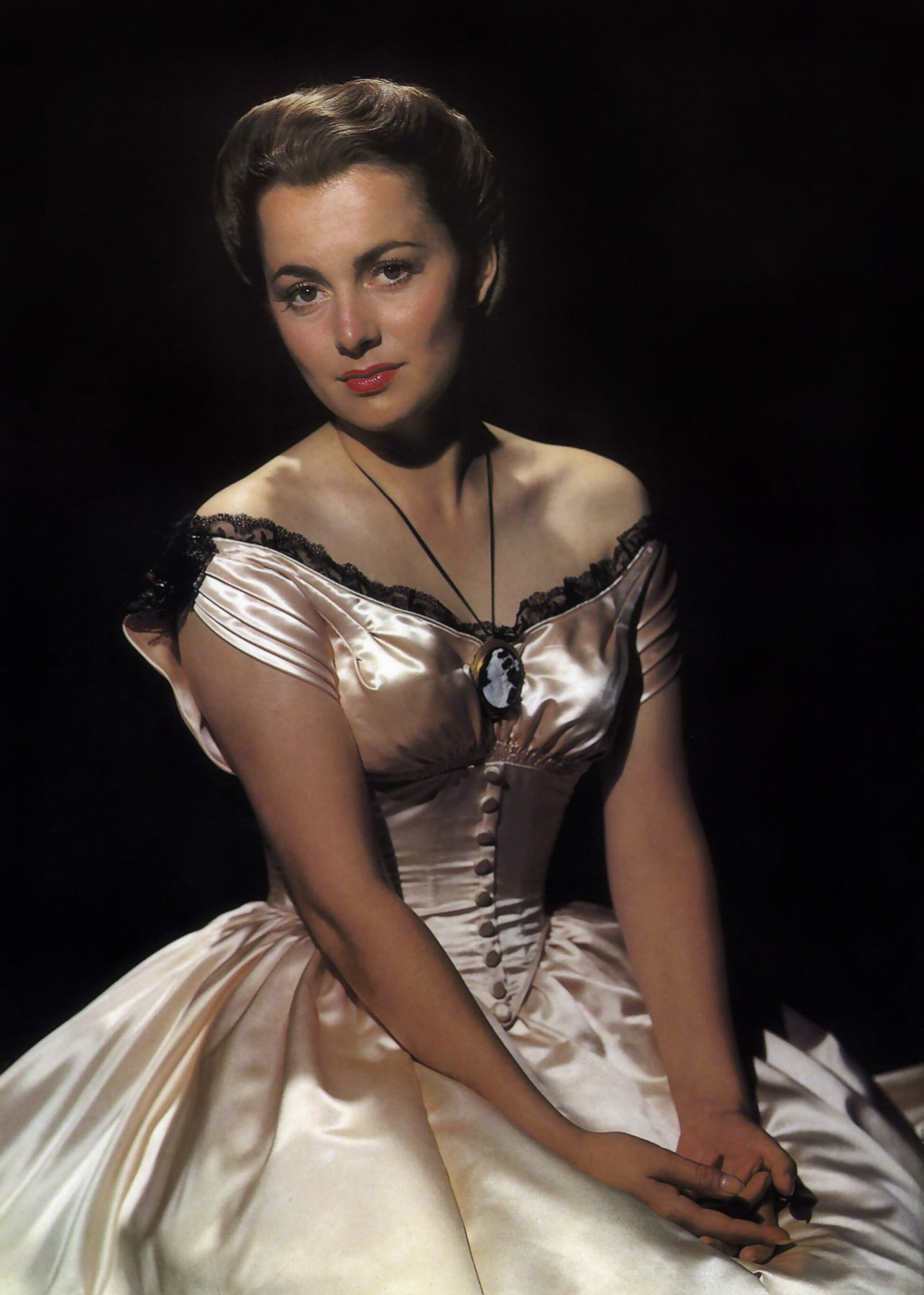
Olivia de Havilland em fotografia publicitária para o filme.

Existem várias imprecisões com muitos dos personagens e linha do tempo retratados no filme. Primeiro, Jeb Stuart, George Custer e Philip Sheridan, bem como George Pickett, James Longstreet e John Bell Hood são todos retratados como colegas de classe na mesma turma de graduação em West Point, todos estacionados no território do Kansas ao mesmo tempo. Na realidade, eles se formaram em momentos diferentes – Stuart em 1854, Custer em 1861, Sheridan e Hood em 1853, Pickett em 1846 e Longstreet em 1842. Esta representação desses futuros oficiais da União e da Confederação adiciona um elemento de prenúncio do próximo conflito da Guerra de Secessão, no qual ex-oficiais estadunidenses seriam forçados a escolher lados após a secessão do sul. Em segundo lugar, o futuro presidente confederado Jefferson Davis, que foi secretário da Guerra sob Franklin Pierce em 1854 (tempo definido no início do filme), não estava neste cargo de gabinete na época do ataque de John Brown a Harper's Ferry em 1859. A essa altura, o cargo era ocupado por John B. Floyd, membro do governo Buchanan.
O filme toma liberdades substanciais com outros fatos históricos:
- Stuart e Custer, embora tenham comparecido a West Point – em momentos diferentes – e lutado um contra o outro na Batalha de Gettysburg, nunca se conheceram pessoalmente.[27]
- Jason Brown não entregou seu pai para o Exército dos Estados Unidos. Ele foi brevemente um prisioneiro de guerra, mas, depois que John Brown buscou o resgate de seu filho, ele providenciou para que Jason fosse trocado.
- Jason Brown não foi morto no Kansas. Um dos outros filhos de Brown, Frederick, foi baleado por um reverendo.[28]
- Stuart serviu no Primeiro Regimento de Cavalaria, e Custer serviu no Segundo e no Quinto.
- Custer nunca esteve no Território do Kansas; ele ficou estacionado lá após a Guerra de Secessão, quando o Kansas já havia se tornado um estado.
- O personagem Carl Rader, homem expulso de West Point que auxiliou (e mais tarde traiu) John Brown, não existiu.
- A Cavalaria dos Estados Unidos não assaltou a casa de máquinas da Harper's Ferry que estava ocupada por John Brown; a casa foi tomada por fuzileiros navais dos Estados Unidos, que sofreram duas baixas (um morto e um ferido).
- A ferrovia para o Novo México não foi iniciada até 1879, 20 anos após os eventos fictícios do filme.
- Os personagens do filme carregam revólveres Colt Single Action Army de 1873, que não existiam em 1859.
- Jefferson Davis não teve uma filha chamada Charlotte, que é apresentada a George Custer em 1859 no filme. Suas filhas eram Margaret Howell Davis, que nasceu em 1855 e, portanto, teria 4 anos em 1859, e Varina Anne Davis, que nasceu em 1872.
- Cyrus K. Holliday não teve um filho chamado Bob ou uma filha com o nome de Kit Carson. Na verdade, seus filhos se chamavam Charles King e Lillie Holliday, respectivamente.
- O nome de solteira da verdadeira Sra. Jeb Stuart era Flora Cooke.

Até hoje, alguns historiadores descrevem John Brown como um fanático monomaníaco, já outros como um herói por suas táticas violentas em nome da emancipação. O filme retrata o personagem John Brown como um antagonista em sua maior parte, mostrando o valor dos princípios da abolição, mas criticando os métodos utilizados por Brown. No filme, Brown endossa entusiasticamente a separação da união dos Estados Unidos e mais derramamento de sangue como um meio de acabar com a escravidão, em última análise, vendo sua própria morte como um sacrifício feito para promover a causa da abolição. O filme foi feito na véspera da entrada dos Estados Unidos na Segunda Guerra Mundial, e seu tom e subtexto político expressam o desejo de reconciliar a disputa da nação sobre a escravidão que provocou a Guerra de Secessão e apelar para os espectadores tanto no sul quanto no norte dos Estados Unidos. A Guerra de Secessão e a abolição da escravidão são apresentadas como uma tragédia iminente desencadeada pelas ações de um louco anárquico. O filme parece colocar a culpa pela eclosão da Guerra de Secessão em John Brown e nos abolicionistas que perpetuaram a violência do Massacre de Pottawatomie no Território do Kansas – além de outros fatores, como por exemplo: o Compromisso de 1850, a Lei do Escravo Fugitivo, a publicação de "A Cabana do Pai Tomás", o Ato de Kansas-Nebraska, e a Decisão Dred Scott, nenhum dos quais é abordado no filme. Em muitas cenas, incluindo uma com uma cartomante nativa, os heróicos protagonistas são incapazes de prever como a questão da escravidão pode torná-los inimigos ferrenhos em um futuro próximo, embora em meados do final da década de 1850, a hostilidade entre os estados pró e antiescravistas já tivesse atingido um ponto de ebulição.
Para alguns espectadores modernos, a representação de alguns dos escravos negros em busca de liberdade pode parecer insensível ou imprecisa em alguns casos. Muitas das pessoas negras do filme parecem ser passivas ou dependentes da vontade de John Brown como emancipador. Escravos trazidos pela ferrovia subterrânea de Brown para o norte parecem estar seguindo ordens do abolicionista, sem qualquer motivação própria para fugir da escravidão. Eles esperam que Brown diga que eles estão livres; e ele então declara especificamente que todos estão livres em uma cena. Mais tarde, vários que ficaram para trás – após sua "emancipação" – refletem sobre seus dias servindo aos mestres do sul sob uma luz negativa.
Uma crítica de 2019 da revista Filmink afirmou: "Este é o menos considerado da trilogia Dodge City. A Warner tinha um histórico forte quando se tratava de ilustrar os perigos do nazismo, mas eles não eram muito entusiasmados com o tema da história afro-americana. Nenhum estúdio era em 1940, mas Santa Fe Trail é especialmente duvidoso".

## Disponibilidade
O filme entrou em domínio público em 1968, quando a United Artists Television (então proprietários da biblioteca filmográfica pré-1950 da Warner Bros.) não renovou os direitos autorais. Como resultado, o filme mais tarde tornou-se amplamente disponível em VHS, LaserDisc e DVD, bem como disponível gratuitamente para download na internet.
Em 1988, uma versão colorida foi produzida pela Color Systems Technology para a Hal Roach Studios e lançada em VHS. A Turner Entertainment lançou um VHS de qualidade superior ao que estava disponível anteriormente. A biblioteca da Turner faz parte da divisão televisiva da Warner Bros., a distribuidora original.
Embora não totalmente restaurado, edições de alta qualidade do filme foram lançadas na Alemanha em DVD e Blu-ray.